# Aleksej Voevoda
Aleksej Ivanovič Voevoda (in russo Алексей Иванович Воевода?; traslitterazione anglosassone Alexey Ivanovich Voyevoda; Kalynovycja, 9 maggio 1980) è un bobbista russo, argento olimpico nel bob a quattro ai Giochi di Torino 2006 e bronzo nel bob a due a quelli di Vancouver 2010.

## Biografia
Ai XX Giochi olimpici invernali (edizione disputatasi nel 2006 a Torino, Italia) vinse la medaglia d'argento nel Bob a 4 con i connazionali Filipp Egorov, Aleksej Selivërstov e Aleksandr Zubkov partecipando per la nazionale russa, venendo superati da quella tedesca. Ai XXI Giochi olimpici invernali vinse una medaglia di bronzo nel bob a due.
A Soči 2014 aveva vinto la medaglia d'oro in ambedue le specialità ma il 18 dicembre 2017 la commissione disciplinare del Comitato Olimpico Internazionale prese atto delle violazioni alle normative antidoping compiute da Voevoda in occasione delle Olimpiadi di Soči, annullando conseguentemente i risultati ottenuti, obbligandolo a restituire le medaglie ricevute e proibendogli di partecipare a qualunque titolo a future edizioni dei Giochi olimpici. Il 1º febbraio 2018 il Tribunale Arbitrale dello Sport, dopo aver preso in esame il ricorso presentato da Voevoda, ha confermato la squalifica comminatagli dal CIO, annullando tuttavia il divieto di partecipare a qualunque titolo a future edizioni delle olimpiadi.
Inoltre ai Campionati mondiali vinse una medaglia di bronzo nel 2008 nel bob a due

### Riconoscimenti
A seguito della medaglia di bronzo olimpica vinta a Vancouver 2010 è stato decorato della Medaglia dell'ordine al merito per la Patria (II classe); per le due medaglie d'oro olimpiche vinte a Soči 2014, a febbraio del 2014 è stato inoltre insignito dell'Ordine al merito per la Patria (IV Classe).

## Palmarès

### Olimpiadi
- 2 medaglie:
  - 1 argento (bob a quattro a Torino 2006);
  - 1 bronzo (bob a due a Vancouver 2010).

### Mondiali
- 2 medaglie:
  - 1 oro (bob a due a Königssee 2011);
  - 1 bronzo (bob a due a Altenberg 2008).